# Dendrodoris limbata
Doris frangée, Doris marbrée
Espèce
Synonymes
- Dendrodoris languida Pruvot-Fol, 1951[2]
- Doris limbata Cuvier, 1804[2]
- Doris lugubris Ehrenberg, 1831[2]
- Doris nigricans Otto, 1823[2]
- Doris rappi Cantraine, 1841[2]
- Doris setigera Rapp, 1827[2]
- Doris sismondae Vérany, 1846[2]
- Doris virescens Risso, 1826[2]

La Doris marbrée, ou Doris frangée (Dendrodoris limbata), est une espèce de  nudibranches de la famille des dendrodorididés.